# Гвідо Вінченці
Гвідо Вінченці (італ. Guido Vincenzi, * 14 липня 1932, Куїстелло — † 14 серпня 1997, Мілан) — колишній італійський футболіст, захисник. По завершенні ігрової кар'єри — футбольний тренер.
В ролі гравця насамперед відомий виступами за клуби «Інтернаціонале» та «Сампдорія», а також національну збірну Італії.
Чемпіон Італії. 

## Клубна кар'єра
У дорослому футболі дебютував 1950 року виступами за команду клубу «Реджана», в якій провів три сезони, взявши участь у 63 матчах чемпіонату. 
Своєю грою за цю команду привернув увагу представників тренерського штабу клубу «Інтернаціонале», до складу якого приєднався 1953 року. Відіграв за «нерадзуррі» наступні п'ять сезонів своєї ігрової кар'єри. Більшість часу, проведеного у складі «Інтернаціонале», був основним гравцем захисту команди. За цей час виборов титул чемпіона Італії.
1958 року перейшов до клубу «Сампдорія», за який відіграв 11 сезонів.  Захищаючи кольори «Сампдорії», також здебільшого виходив на поле в основному складі команди. Завершив професійну кар'єру футболіста виступами за «Сампдорію» у 1969 році.

## Виступи за збірну
1954 року дебютував в офіційних матчах у складі національної збірної Італії. Протягом кар'єри у національній команді, яка тривала 5 років, провів у формі головної команди країни лише 3 матчі. У складі збірної був учасником чемпіонату світу 1954 року у Швейцарії.

## Кар'єра тренера
Розпочав тренерську кар'єру, повернувшись до футболу після невеликої перерви, 1973 року, очоливши тренерський штаб клубу «Сампдорія».
Потім очолював команди клубів «Дженоа», «Казале» та «Кремонезе».
Останнім місцем тренерської роботи був клуб «Казале», команду якого Гвідо Вінченці очолював до 1987 року.

## Титули і досягнення
- Чемпіон Італії (1):

«Інтернаціонале»:  1953–54